# Trazabilidad
La trazabilidad es definida por la Organización Internacional para la Estandarización (ISO 9001:2008), en su International Vocabulary of Basic and General Terms in Metrology, como:

La propiedad del resultado de una medida o del valor de un estándar donde éste pueda estar relacionado con referencias especificadas, usualmente estándares nacionales o internacionales, a través de una cadena continua de comparaciones todas con incertidumbres especificadas.

Según el Comité de Seguridad Alimentaria de AECOC:

“Se entiende trazabilidad como el conjunto de aquellos procedimientos preestablecidos y autosuficientes que permiten conocer el histórico, la ubicación y la trayectoria de un producto o lote de productos a lo largo de la cadena de suministros en un momento dado, a través de unas herramientas determinadas.”

A la hora de tener que entender la trazabilidad de un producto que se mueve a través de su cadena de suministro o de su rama logística, el concepto de trazabilidad se divide en dos tipos:
- La trazabilidad interna es obtener la traza que va dejando un producto por todos los procesos internos de una compañía, con sus manipulaciones, su composición, la maquinaria utilizada, su turno, su temperatura, su lote, etc., es decir, todos los indicios que hacen o pueden hacer variar el producto para el consumidor final.

- La trazabilidad externa es externalizar los datos de la traza interna y añadirle algunos indicios más si fuera necesario, como una rotura del embalaje, un cambio en la cadena de temperatura, etcétera.

Como consecuencia vemos que para obtener la trazabilidad de un producto, hay que ir registrando los indicios que va dejando el producto mientras se mueve por la cadena, ya sea en el sentido normal o en el sentido inverso (como la logística inversa). Existen múltiples formas de registrar los indicios, como sensores de temperatura, humedad, etc.; pero existen pocos métodos de transmitir estos indicios de una forma estandarizada entre los diferentes agentes de la cadena, entre los que destacan la codificación GS1-128 y el código electrónico de producto.

## Formato estándar para la trazabilidad
En la actualidad existe una propuesta de formato estándar para contener, transmitir y compartir la trazabilidad. Son los archivos ILE de trazabilidad encapsulada. Estos archivos pueden contener la historia completa de cualquier producto, de acuerdo con las restricciones formales de cualquiera de las legislaciones vigentes en cuanto a trazabilidad y seguridad alimentaria.
Esta consiste en la capacidad para reconstruir la historia, recorrido o aplicación de un determinado producto, identificando:
- Origen de sus componentes
- Historia de los procesos aplicados al producto
- Distribución y localización después de su entrega

Al contar con esta información, es posible entregar productos definidos a mercados específicos, con la garantía de conocer con certeza el origen y la historia del mismo. El concepto de trazabilidad está asociado, sin duda, a procesos productivos modernos y productos de mayor calidad y valor para el cliente final.
Hoy en día existe la tecnología que permite rastrear con precisión el camino que recorre un producto en la cadena productiva y de comercialización. La integración de Internet, redes de comunicación, acceso inalámbrico, software especializado, dispositivos móviles, GPS, entre otros, hacen realidad la idea de poder detectar el punto exacto y el momento donde se produjo un evento.

## Aplicaciones
La palabra «trazabilidad» ya existe en el español y ha sido aprobada por la Real Academia Española; el término aparece en la edición electrónica del Diccionario de la lengua española como artículo nuevo y como avance de la vigésima tercera edición. Otro término apropiado es: «seguimiento del producto» o también se puede utilizar «rastreo de producto». La aplicación en diversas industrias y áreas ha impulsado el concepto de trazabilidad. Además, en aquellos países con mayor desarrollo se han publicado normas específicas.
La trazabilidad es aplicada por razones relacionadas con mejoras de negocio las que justifican su presencia: mayor eficiencia en procesos productivos, menores costes ante fallos, mejor servicio a clientes, etc. En este ámbito cabe mencionar sectores como los de automoción, aeronáutica, distribución logística, electrónica de consumo, etc., 
Esta práctica es factible de certificación, por ejemplo en los sistemas de gestión de calidad, de gestión medioambiental y sistemas de control conocidos como cadena de custodia.
Una nueva aplicación se encuentra en la rama de la construcción. Actualmente, empresas constructoras y clientes finales, requieren un buen rastreo de sus productos a utilizar en la obra. En cuyo caso, la trazabilidad inicia cuando el producto llega a la obra, certificados de calidad, remisiones de compra y datos del proveedor; como acto seguido, se registran pruebas de laboratorio, fechas de embarque, habilitado, colado y gráficas de comportamiento.
Por ejemplo: en un elemento estructural como una columna de hormigón, los elementos a rastrear, serían el acero y el concreto básicamente. Para el acero, se identifican certificados de calidad, número de atado, colada, peso, número de piezas, pruebas de destrucción y fechas de habilitado. Para el concreto tendríamos que registrar: Proveedor, Resistencia f'c, edad garantía, tamaño de agregados, revenimiento, tipo de cemento, dosificación y aditivos adicionales, en caso de haberlos utilizados. Una vez registrados estos datos que por lo general se obtienen de la nota de remisión del proveedor de concreto, se registran las pruebas de concreto y gráficas de comportamiento para ese elemento en particular. En caso de existir, se incluye en el historial, estudios de laboratorio más específicos como son, extracción de núcleos de concreto, estudios de resonancia magnéticas y otros para comprobar el estado físico y composición real del elemento. 
Bajo este mismo esquema, podemos crear el historial de terracerías, obra civil, estructura metálica, laminación, y acabados que componen un edificio.
De esta forma, la finalidad y el resultado de la trazabilidad, se haría indispensable cuando los elementos estructurales fallan. ¿Por qué falló?, ¿cuáles fueron los materiales? ¿en cuáles fechas se construyó? ¿quiénes fueron los proveedores?, son respuestas que se encontrarán en el registro adecuado y detallado para todos y cada uno de los elementos que componen un edificio.
Las nuevas y exigentes regulaciones de la Unión Europea y Estados Unidos demandan a los países exportadores de productos alimenticios contar con sistemas de trazabilidad comprobables. Los tiempos de respuesta exigidos y los volúmenes de información a administrar, convierte a la incorporación de tecnología informática en una inversión que asegura la llegada de los productos a los mercados compradores más exigentes.
Cuando se habla de trazabilidad para la exportación, uno de los escollos a superar es el cultural, debido a la falta de acuerdo en cuanto qué significa y cuál es el alcance del concepto. Muchas empresas creen que cuentan con productos trazados cuando en realidad no es así, y solo se descubre el equívoco en caso de ocurrir un problema en destino. Según la gravedad del incidente, la práctica habitual indica el retiro del mercado de toda la mercadería asociada al lote con problemas. Sin embargo, si la información de trazabilidad no se aplica a nivel de cada caja, en lugar de retirar el lote en conflicto, la empresa deba retirar la totalidad de sus envíos a todo destino. Las consecuencias económicas son enormes, pero a esto se suma el impacto negativo en la imagen y credibilidad comercial, tanto de la empresa como del país. Incluso aunque sólo excepcionalmente estos eventos tengan consecuencias sobre la salud del consumidor.
Cuando un sistema de trazabilidad está soportado sobre una infraestructura, basada en las tecnologías de la información y las comunicaciones (TIC), la trazabilidad puede brindar importantes utilidades a los diferentes actores de una cadena de valor como ser: gestión eficiente de la logística y del suministro y aumento de la productividad. 

### Otras definiciones de trazabilidad
- Según la norma ISO 8402: La trazabilidad o rastreabilidad es la "aptitud para rastrear la historia, la aplicación o la localización de una entidad mediante indicaciones registradas".

- Según el artículo 3 del Reglamento Europeo 178/2002: La trazabilidad es "la posibilidad de encontrar y seguir el rastro, a través de todas las etapas de producción, transformación y distribución, de un alimento, un pienso, un animal destinado a la producción de alimentos o una sustancia destinados a ser incorporados en alimentos o piensos o con probabilidad de serlo".

- Según el Comité de Seguridad Alimentaria: La trazabilidad son "procedimientos preestablecidos y autosuficientes que permiten conocer el histórico, la ubicación y la trayectoria de un producto o lote de productos a lo largo de la cadena de suministros en un momento dado, a través de unas herramientas determinadas".

Comúnmente, la trazabilidad alimentaria es el "diario" del producto en el que podemos leer toda su historia. La trazabilidad actúa como una herramienta para la calidad y seguridad alimentaria. Se puede referir a:
- El origen de los alimentos o componentes. Un producto o alimento al que hay que seguir su historial. Trazabilidad es registrar todos los elementos referidos a la historia del animal, desde el nacimiento hasta la góndola o mostrador, es decir hasta el final de la cadena de comercialización de sus cortes.
- La historia de los procesos aplicados al producto o alimento. Un proceso de transformación en el que intervienen distintos elementos.
- Los instrumentos o equipo de medida que se emplean en el proceso de transformación. Estos instrumentos deben ser trazables para garantizar una fiabilidad en sus resultados.

Cuando nos referimos a trazabilidad alimentaria, estamos hablando de los dos primeros casos, pero no hay que olvidar que también los instrumentos que empleamos en el proceso de transformación del alimento, balanzas, refrigeradores, deben ser trazables y garantizar esta seguridad alimentaria.
El hecho de registrar los diferentes momentos críticos en el ciclo de vida de un producto permite crear registros de trazabilidad "ascendente" y "descendente" en función de si se está buscando el (o los) origen(es) de un producto, o bien saber dónde se encuentra dentro de la cadena de distribución. Al flujo físico de los productos, se añade entonces un flujo de información, la que debe ser gestionada adecuadamente.
A los registros de los productos, se añade la dimensión de registro de los procesos (etapas en la manufactura, almacenamiento, movimientos, etc.) con lo que se obtiene una visión más integral del ciclo de vida del producto (en sus diferentes iteraciones/lotes).
Cómo realizar esta trazabilidad:
- Registro de información: cada agente involucrado en la cadena de suministro debe disponer de un sistema preparado para poder generar, gestionar y registrar la información de trazabilidad necesaria en cada momento.

- Correcta identificación de mercancías y características asociadas:
  - Todas las unidades de consumo y agrupaciones deben estar codificadas y simbolizadas con un código que las identifique de forma individual y no ambigua.
  - Todas las unidades de consumo y agrupaciones deben tener impresas la fecha de caducidad o consumo preferente y/o número de lote.

- La transmisión de información: La transmisión de la información de trazabilidad necesaria al siguiente agente de la cadena de suministros.

Control de Acceso y Detección de Manipulación con RFID constructora:
Una constructora puede controlar y reducir los costos al proveer a cada empleado una tarjeta o llave RFID para entrar y salir o para que etiquete y monitorice artículos valiosos para detectar posibles manipulaciones o movimientos no autorizados.

## Trazabilidad en el sector sanitario/farmacéutico
El artículo 897 de la Ley 29/2006, de 26 de julio, de garantías y uso racional de medicamentos y productos sanitarios, se refiere a la trazabilidad de los medicamentos y establece un procedimiento con el fin de asegurar un adecuado abastecimiento del mercado y reforzar la seguridad de los medicamentos. La trazabilidad en el sector farmacéutico posibilita seguir el rastro de un medicamento desde la fabricación a través de todas las etapas de distribución hasta su consumo, contribuyendo a mejorar la eficiencia y la seguridad del paciente en el proceso terapéutico. La identificación y la prevención de los errores de medicación constituyen una prioridad para profesionales sanitarios. La Administración pública ha elaborado en los últimos años directrices que permiten obtener niveles máximos de seguridad en estos aspectos. La primera directriz de obligado cumplimiento del Sector Salud fue el RD634/1993, sobre productos sanitarios implantables activos, y, posteriormente, el RD 414/1996, por el que regulan los productos sanitarios y el RD 725/2003, por el que se desarrollan determinados aspectos del artículo 100 de la Ley 25/1990, de 20 de diciembre, del Medicamento.
Desde la entrada en vigor de estos Reales Decretos, las organizaciones generalmente han basado sus mecanismos para mantener la trazabilidad de los productos en sistemas manuales o que precisan un alto grado de intervención manual, como por ejemplo la producción de citostáticos (quimioterapia), nutrición parenteral y fórmulas magistrales.
A nivel de la Unión Europea se ha publicado una nueva Directiva 2011/62/EU, que crea un nuevo marco legislativo que entrará en vigor en la Unión Europea el 9 de febrero de 2019, y que contempla la obligatoriedad de adoptar sistemas de trazabilidad en la producción y suministro de medicamentos.

### Pandemia
En una pandemia, la trazabilidad mide de cuántos casos de los detectados, conocemos el origen, es decir, qué proporción es contacto de otro positivo. Un porcentaje bajo implica que el sistema no es capaz de identificar las cadenas de transmisión y que la pandemia está descontrolada. La aplicación de esta metodología fue especialmente útil durante la Pandemia de COVID-19.

## Identificación del producto
Los productos pueden describirse en términos de sus características y beneficios. Las características de un producto son sus rasgos; los beneficios son las necesidades del cliente satisfechas por tales rasgos. Algunos ejemplos de esos rasgos son: tamaño, color, potencia, funcionalidad, diseño, horas de servicio y contenido estructural. 
Dentro de la empresa es importante la correcta identificación del producto en cada una de las etapas por las que pasa el producto desde su entrada en su proceso, como materia prima, hasta su salida como producto terminado.
Para la identificación existen diferentes métodos que permiten describir la ruta que ha hecho el producto y sus características actuales, así como el tanto por ciento de trabajo realizado sobre él antes de su salida (ya sea al mercado, a otro proceso dentro de la misma empresa, etc).
Las dos tecnologías más usadas en este ámbito son los códigos de barras y el RFID.

### Códigos de barras

Funciones técnicas de los caracteres contenidos en un código de barras:
1) Quiet Zone.
2) Carácter inicio (derecha); Carácter terminación (izquierda).
3) Carácter de datos.
4) Checksum.

Si bien, con el avance de las tecnologías, este método está siendo lentamente desplazado por otro tipo de técnicas, tales como los sistemas RFID, lo cierto es que hasta el momento la mayoría de las mercancías que ingresan al mercado son identificadas a través del código de barras.
Con el paso de los años, su uso se ha expandido hasta convertirse en masivo, incluso en las tiendas minoristas para realizar una facturación automática de los artículos. 
El código de barras consiste en una serie de números que representan determinada información referente al producto, y que se encuentra codificados en un conjunto de líneas paralelas verticales con diversos grosores y espacios entre ellas. 
Tanto las líneas, como el grosor de las mismas y de los espacio entre ellas, representan información exacta acerca de un determinado producto, para poder ser clasificado e identificado durante toda la cadena logística. 
Su funcionalidad reside en que cuando un código de barras es leído por un receptor de este tipo, se hace posible captar la información que se halla codificada, por lo cual existe una correspondencia, denominada simbología, entre el código y la información que este representa.
El código de barras almacena los datos referentes al producto que acompaña, los cuales una vez captados por el dispositivo lector son procesados y enviados a un sistema mayor ubicado en una computadora, donde se almacena la información del producto. 
Con el fin de centralizar la información obtenida por medio del código de barras, generalmente se interconectan diversos equipos informáticos, ubicados en lugares tales como sucursales y demás, para que los datos se encuentren a disposición de quien lo requiera.

### RFID

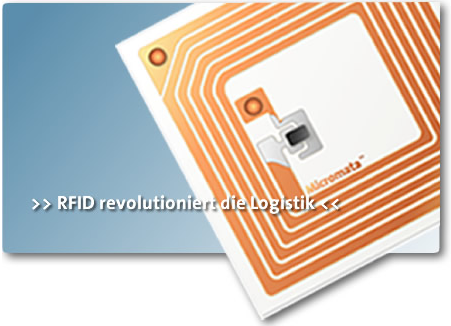
RFID

Siguiendo la evolución de las nuevas tecnologías, hoy en día el RFID juega un importantísimo papel a la hora de conseguir la trazabilidad de los productos a lo largo de la cadena de suministro. Hoy se escanean códigos de barras manualmente millones de veces cada día para introducir datos a los ordenadores y poder registrar los indicios que necesita la trazabilidad, actividad que puede ser ventajosamente automatizada utilizando la identificación mediante tags RFID. 
El RFID dinamiza la cadena de suministro, al permitir una identificación de los productos más rápida y con mayor automatización que la que es posible con la lectura de códigos de barras, y ofreciendo preparación para una cadena inversa. El RFID ofrece así una respuesta a los retos planteados en una economía global, sin olvidar cumplir con legislaciones vigentes en materia de trazabilidad.

## Transporte
Teniendo los productos controlados, ahora necesitamos un medio de transporte dentro de la empresa o del proceso antes de llegar a manos del cliente o consumidor. Existen numerosos tipos de transporte los cuales están nombrados a continuación (ya que se encuentra citado en sus respectivos artículos):

### Cintas transportadoras
Una cinta transportadora es un sistema de transporte continuo formado básicamente por una banda continua que se mueve entre dos tambores.
La banda es arrastrada por fricción por uno de los tambores, que a su vez es accionado por un motor. El otro tambor suele girar libre, sin ningún tipo de accionamiento, y su función es servir de retorno a la banda. La banda es soportada por rodillos entre los dos tambores.
Debido al movimiento de la banda el material depositado sobre la banda es transportado hacia el tambor de accionamiento donde la banda gira y da la vuelta en sentido contrario. En esta zona el material depositado sobre la banda es vertido fuera de la misma debido a la acción de la gravedad.

### Bandeja
La bandeja es un recipiente bajo y ancho para el transporte y la presentación de productos. La bandeja constituye un apropiado embalaje para el transporte de productos autoportantes (latas, botes, botellas, etc.)

### Palé
Un palé, palet o paleta es un armazón de madera, plástico u otros materiales empleado en el movimiento de carga ya que facilita el levantamiento y manejo con pequeñas grúas hidráulicas, llamadas carretillas elevadoras.

### Contenedor
Un contenedor o container es un recipiente de carga para el transporte aéreo, marítimo o fluvial, transporte terrestre y transporte multimodal. Las dimensiones del contenedor se encuentran normalizadas para facilitar su manipulación.
Por extensión, se llama contenedor a un embalaje de grandes dimensiones utilizado para transportar objetos voluminosos o pesados: motores, maquinaria, pequeños vehículos, etc. Es conocido también por su nombre en inglés, container.